# 黃思律
黃思律（英語：Larry Wong，1982年—），是香港著名作曲人、編曲人及音樂監製。

## 作品

### 2006年
- 李逸朗、蔣雅文 - 薩拉熱窩的羅密歐與茱麗葉（編／監）
- 關心妍 - 差一分鐘（十時）（編）

### 2007年
- 鄧穎芝 - 幼稚戀（編）

### 2008年
- 裕　美 - 苛索（編）

### 2009年
- 周麗淇 - 天梯（編）

### 2010年
- 李卓庭 - 流浪同盟（曲／編／監）
- 李逸朗 - 倆（編／監）
- 李逸朗 - 悟（編）
- 李　蘊 - Mister（編）
- 車盈霏 - 刪除記憶（曲／編／監）
- 車盈霏 - 飛行的列車（曲／編／監）
- 車盈霏 - 天気予告の恋人（編／監）
- 孫耀威 - 失戀得到什麼（編）
- 戴夢夢 - 愛‧承諾（編）

### 2011年
- 洪卓立 - 一夜城（編）
- 張敬軒 - 襯（編）
- 陳奕迅 - 最後派對（曲／編）
- 李悅彤、車盈霏 - 天使公主（甜心公主片尾曲）（曲／編／監）

### 2012年
- 李克勤 - Show（編）
- 孫耀威 - One Million Miles（編）
- 陳偉霆 - 遺忘的勇氣（曲／編）
- 羅力威 - 暗號llv（編）
- 李悅彤、崔沛揚 - 幸福頭像（監）

### 2013年
- 李克勤 - 句號（編）
- 李克勤 - 前進（曲／編）
- 周美欣 - 不失禮（曲／編）
- 官恩娜 - 乾脆俐落（編）
- 連詩雅 - 說一句（曲／編）
- 羅力威 - 你你你（編）
- 羅力威 - 我不想寫（編）
- 羅力威 - Baby I Love you（編）
- 鄭家星 - Missing You (Quartet Re-Mix) （編）

### 2014年
- SIS樂印姊妹 - 有夢就很好了（編／監）
- SIS樂印姊妹 - 晚安歌（編／監）
- SIS樂印姊妹 - 如果我是個男孩（編／監）
- 古巨基 - 致少年時代（編）
- 林欣彤 - 小羊（編）
- 洪卓立 - 請你別要說下去（曲／編）
- 洪卓立 - 小時了了（編）
- 洪卓立 - 胡桃樹（曲／編）
- 孫耀威 - 叛侶（曲／編）
- 張智霖 - 深不見底（編）
- 許志安 - 流淚行勝利道（曲／編）
- 許志安 - 幪面（曲／編）
- 連詩雅 - 水星逆行（曲／編）

### 2015年
- JUDE - 密室謀殺事件（編）
- SIS樂印姊妹 - 不要只是有夢（編／監）
- SIS樂印姊妹 - So Fa Mi Re Do（編／監）
- 李克勤 - 簽紙（編）
- 吳業坤 - 原來她不夠愛我（曲／編）
- 洪卓立 - 回到最愛的那天（曲／編）
- 張惠雅 - 自己的情歌（曲／編）
- 許廷鏗 - 其實你很美（曲／編）
- 連詩雅 - 浪漫前夕（曲／編）
- 陳凱彤 - 歡樂小姐（曲／編）
- 陳詠謙 - 寫妳太難（編）
- 陳慧敏 - 小人物（編）
- 溫　心 - 逆風的蝴蝶（編）
- 簡淑兒 - 留一線（曲／編／監）

### 2016年
- Dear John - Lovesick（曲／編／監）
- SiS樂印姊妹 - 新世界（編／監）
- SiS樂印姊妹 - 謝謝你（編／監）
- 吳業坤 - 百姓（曲／編）
- 吳業坤 - 第一次告別（曲／編）
- 吳業坤 - 一場人生（編）
- 許廷鏗 - 痛醒（曲／編）[1]
- 鄭欣宜 - 無表面傷痕（曲／編）

### 2017年
- JW、吳業坤 - 原來只因深愛著（曲／編）
- 古巨基 - 玻璃之情（編）
- 周柏豪 - 有生一天（曲／編／監）
- 周柏豪 Feat. 岑寧兒 - 終於我們（編／監）
- 周柏豪 - 月光濃湯（曲／編）
- 胡鴻鈞 - 朋友身份（曲／編）
- 許廷鏗 Feat. 2868 - 根（編）
- 劉浩龍 - 不一定（曲／編）

### 2018年
- 田蕊妮 - 兩口子（曲／編）
- 吳若希 - 麻醉（曲／編）
- 吳業坤 - 神不守舍（曲／編）
- 吳業坤 Feat. 田蕊妮 - 大女人主義（曲／編）
- 李晧軒 - 窮我一生（曲／編）
- 林欣彤 - 忍（曲／編）
- 洪嘉豪 - 半天空檔（編／監）
- 洪嘉豪 - 表情符號（曲／編／監）
- 洪嘉豪 - 龜兔之愛（編／監）
- 洪嘉豪 - 好奇殺死愛（曲／編／監）
- 洪嘉豪 - 掉進海的眼淚（編／監）
- 胡渭康 - 鏡花（曲／編）
- 張子 - 爛片王（編）
- 衛　蘭 - 生涯規劃（曲／編）
- 簡淑兒 - 謝謝你 傷過我（編／監）
- 薛凱琪 - 凍戀（編）

### 2019年
- 何雁詩 - 包庇（曲／編）
- 李晧軒 - 講感情 傷感情（曲／編）
- 洪嘉豪 - 十號儲物櫃（編／監）
- 連詩雅 - 說分手（曲／編）
- 戴祖儀 - Only One（曲／編）

### 2020年
- 吳若希 - 這位蠢才（曲／編）
- 林欣彤 - 親愛的巨人（編／監）

### 2021年
- After Class - 要為今日回憶（曲／編）

### 2022年
- 吳保錡 - 猥瑣（曲／編）
- 吳保錡 - 羅曼蒂克衰亡史（曲／編）
- 洪嘉豪 - 24/7 戀人（編／監）
- 陳慧嫻 - 早機（曲／編）

### 2023年
- 193 - 以為只是沒送花（曲／編）
- ANSONBEAN - 聰明豆（曲／編）
- 詹天文 - 沒有你的新學期（曲／編）

### 2024年
- Lewsz - 如果你問我（編／監）
- MC張天賦、姚焯菲 - 誰能避開戀愛這事情（曲／編）
- 洪嘉豪 - 黑玻璃（編／監）
- 洪嘉豪 - 漫天星（編／監）
- 洪嘉豪 - 拜託（曲／編／監）
- 洪嘉豪 - 跟你分擔失落比較快樂（編／監）
- 洪嘉豪、魏浚笙 - 我感覺到（編／監）
- 陳慧嫻 - 給親愛的親愛（曲／編）

### 2025年
- MC張天賦 - 懷疑人生（編／監）
- MC張天賦 - 東邪（曲／編／監）
- Nancy Kwai - Miss you in my ways（編／監）

## 獎項

### 2013年
連詩雅 - 說一句（曲／編）
- 第三十六屆十大中文金曲頒奬音樂會 - 十大中文金曲獎
- 叱咤樂壇流行榜頒獎典禮 - 專業推介叱咤十大第九位
- 新城勁爆頒獎禮 - 新城勁爆新媒體歌曲

### 2014年
許志安 - 流淚行勝利道（曲／編）
- 第三十七屆十大中文金曲頒奬音樂會 - 十大中文金曲獎
- 叱咤樂壇流行榜頒獎典禮 - 叱咤樂壇至尊歌曲大獎
- 新城勁爆頒獎禮 - 新城年度勁爆歌曲

### 2015年
吳業坤 - 原來她不夠愛我（曲／編）
- 2015年度勁歌金曲頒獎典禮 - 勁歌金曲獎
- 叱咤樂壇流行榜頒獎典禮 - 叱咤樂壇我最喜愛的歌曲大獎

洪卓立 - 回到最愛的那天（曲／編）
- 新城勁爆頒獎禮 - 新城勁爆歌曲

### 2016年
吳業坤 - 百姓（曲／編）
- 2016年度勁歌金曲頒獎典禮 - 勁歌金曲獎
- 第三十九屆十大中文金曲頒奬音樂會 - 十大中文金曲獎
- 叱咤樂壇流行榜頒獎典禮 - 專業推介叱咤十大第五位

### 2017年
許廷鏗 - 痛醒（曲／編）
- 第四十屆十大中文金曲頒獎典禮 - 十大中文金曲獎

JW、吳業坤 - 原來只因深愛著（曲／編）
- 第四十屆十大中文金曲頒獎典禮 - 十大中文金曲獎
- 新城勁爆頒獎禮 - 勁爆合唱歌曲
- 勁歌金曲頒獎典禮 - 最佳合唱歌曲獎

胡鴻鈞 - 朋友身份（曲／編）
- 勁歌金曲頒獎典禮 - 勁歌金曲獎

吳業坤 - 原來她不夠愛我（曲／編）
- 2016 CASH最廣泛演出金帆獎 - 數碼歌曲

### 2018年
吳業坤 - 神不守舍（曲／編）
- 勁歌金曲頒獎典禮 - 勁歌金曲獎

林欣彤 - 忍（曲／編）
- 勁歌金曲頒獎典禮 - 勁歌金曲獎
- MOOV MUSIC AWARDS 2018 - MOOV 2018年度十大廣東歌

### 2024年
洪嘉豪 - 黑玻璃（編／監）
- 叱咤樂壇流行榜頒獎典禮 - 專業推介叱咤十大第七位